# 光冨徹哉
光冨 徹哉（みつどみ てつや、1955年（昭和30年）8月9日 - ）は、日本の医師、医学博士。専門は呼吸器外科、肺癌治療。近畿大学医学部外科学講座呼吸器外科部門主任教授。肺癌の外科的治療を専門とするほか分子標的治療にも造詣が深い。日本肺癌学会理事長、日本呼吸器外科学会理事、日本臨床腫瘍学会理事を歴任。

## 経歴
- 1974年（昭和49年） - 福岡県立修猷館高等学校卒業
- 1980年（昭和55年） - 九州大学医学部卒業
- 1986年（昭和61年） - 九州大学大学院医学研究科修了
- 1989年（昭和64年） - アメリカ国立がん研究所研究員
- 1995年（平成7年） - 愛知県がんセンター胸部外科部長
- 2006年（平成18年） - 愛知県がんセンター副院長
- 2012年（平成24年） - 近畿大学医学部外科学講座呼吸器外科部門主任教授
- 2014年（平成26年） - 日本肺癌学会理事長
- 2019年（平成31年） - 世界肺癌学会理事長

## 著書
- 名医が語る最新・最良の治療肺がん: あなたに合ったベストな治療法が必ず見つかる!! （法研、2016/8/31）